# Acanthochondria sixteni
Acanthochondria sixteni – gatunek widłonoga z rodziny Chondracanthidae. Opisał go w 1922 roku amerykański zoolog Charles Branch Wilson, nadając mu nazwę Chondracanthus sixteni.